# Maria Fernanda Costa
Maria Fernanda de Oliveira da Silva Costa (Río de Janeiro, 5 de septiembre de 2002) es una nadadora brasileña. Terminó cuarta en 400 m estilo libre y quinta en 200 m estilo libre, en el Campeonato Mundial de 2024, en Doha. También ganó medallas de plata en los 200 y 400 m estilo libre en los Juegos Panamericanos de 2023. Tiene el récord sudamericano en 200 y 400 m estilo libre.

## Trayectoria deportiva
Participó en el Campeonato Mundial Junior de Natación de 2019 celebrado en Budapest, Hungría.
En junio de 2023, fue campeona brasileña en el Trofeo Brasil en 200 m libre con un tiempo de 1:57.76 y 400 m libre con un tiempo de 4:06.85.
En el Campeonato Mundial de Natación de 2023 celebrado en Fukuoka, Japón, llegó a la final del relevo 4 × 200 metros libre, terminando en octavo lugar. También terminó 12º en los 400 metros libre, 20º en los 200 metros libre y 24º en los 200 metros mariposa.
En los Juegos Panamericanos de 2023 celebrados en Santiago de Chile, ganó tres medallas de plata en los 400 metros libres con un tiempo de 4:06.68 (cerca del récord sudamericano de Andreina Pinto, un tiempo de 4:06.02), en los 200 metros. metros libre con un tiempo de 1:58.12, y en el relevo 4x200 m libre donde Brasil casi rompe el récord sudamericano, perdiendo por poco ante Estados Unidos. 
En el Campeonato Mundial de Natación de 2024, se clasificó para la final de 400 m estilo libre con el cuarto mejor tiempo, rompiendo el récord sudamericano con un tiempo de 4:05.52. Fue la primera vez que una brasileña llegó a la final de los 400 m estilo libre en el Campeonato del Mundo: Mafê llegó a la final junto con su compatriota Gabrielle Roncatto. En la final, Mafê volvió a batir el récord sudamericano, ahora con marca de 4:02.86, terminando en el 4º lugar, a sólo 0,47s del bronce, siendo este el mejor resultado de todos los tiempos de la natación femenina brasileña en los Campeonatos del Mundo, en eventos olímpicos. En los 200 m libre, Costa marcó 1:57.11 en las semifinales, rompiendo el récord sudamericano, obteniendo el índice olímpico y el mejor resultado de Brasil en la historia de esta prueba - en los 200 m libre femenino, Brasil nunca había clasificado a nadie para un final. En la final de los 200 metros libres, Mafê volvió a romper sus límites, rompiendo nuevamente el récord sudamericano, ahora con un tiempo de 1:56.85, terminando en el quinto lugar, a 0,85 segundos del bronce. En el relevo 4 × 200 metros libre, el equipo compuesto por María Fernanda Costa, Stephanie Balduccini, Aline Rodrigues y Gabrielle Roncatto obtuvo un resultado histórico, alcanzando el 4º lugar, la mejor posición de Brasil en esta prueba en el Campeonato Mundial, destruyendo el récord sudamericano. con la marca de 7:52.71. El cuarteto formado por Costa, Balduccini, Rodrigues y Ana Carolina Vieira también terminó sexto en la prueba de 4x100 m libre, igualando el mejor resultado de Brasil en campeonatos del mundo en esta prueba.
El 7 de mayo de 2024, compitiendo en las Pruebas Olímpicas de Natación de Brasil, rompió el récord sudamericano de los 200 m estilo libre con un tiempo de 1:56.37. El 11 de mayo, en la misma competición, batió el récord brasileño de 800 m libre con un tiempo de 8:28.92.